# Si monvmentvm reqvires, circvmspice
Si monvmentvm reqvires, circvmspice — третий студийный альбом французской авангард-блэк-метал-группы Deathspell Omega, выпущенный в феврале 2004 года на лейбле Norma Evangelium Diaboli. Первый в концептуальной трилогии, куда помимо него входят Fas — Ite, Maledicti, In Ignem Aeternum (2007) и Paracletus (2010). Альбом ознаменовал начало трансформации группы и уклон от традиционного блэк-метала в духе прошлых релизов в сторону авангарда.

## Об альбоме
Название альбома представляет собой грамматически неверную версию эпитафии на могиле Кристофера Рена в соборе Святого Павла (построенном им), означающую «Если вы ищете его памятник, оглянитесь вокруг». Альбом является первой частью концептуальной трилогии, куда ещё входят Fas — Ite, Maledicti, In Ignem Aeternum (2007) и Paracletus (2010). Концепция трилогии — «теологический спор о божественной сущности Дьявола, роли и достоинствах веры и месте человека в ней», особенно с точки зрения теистического сатанизма. Одна из интерпретаций цели альбома — исследовать и провозгласить, что «Сатана пронизывает каждую часть нашего материального и метафизического царства и что отношения человека с ним должны быть благоговейными и преданными». Альбом опирается на темы гниения, разложения, антинатализма, а также на работы французского философа Жоржа Батая.
Обложка — это «и высказывание о Логосе, дающее метафизические ключи к определённому подходу к реальности, и высказывание о нашей вере и её конкретных опорах и применениях в мире, который каждый человек может реально ощутить. Но имейте в виду: свет, который нас освещает, в то же время и ослепляет». По словам музыкантов, обложка также связана с текстом песни «Sola Fide I» («Сердце потерянного ангела — в земле»).
В музыкальном плане альбом ознаменовал собой значительный отход в звучании от предыдущих работ группы, как в плане повышения качества записи и производства, так и в плане стремления к более авангардным и экспериментальным направлениям, чем предыдущие работы группы. В альбоме присутствуют грегорианские песнопения, хаотичные моменты и значительное использование диссонансных и атональных риффов. Кроме того, изначально альбом был намеренно структурирован в манере двойных альбомов 1970-х годов, каждая сторона LP открывалась «молитвой» (четвёртая сторона, открывающаяся песней «Carnal Malefactor», является исключением). Группа часто цитирует отрывки из Библии, например, в песне «Third Prayer» цитируется 17-я глава Книги пророка Иеремии: «Так говорит Господь: „Проклят человек, который надеется на человека и плоть делает своею опорою, и которого сердце удаляется от Господа“».

## Отзывы критиков
Альбом получил неоднозначные оценки от музыкальных критиков. Маттиас Нолл из Chronicles of Chaos оценил альбом на 3 балла из 10, и описал альбом как «сплошное разочарование, полное скучных, затянутых, претенциозных и самовлюблённых песен, которые ничем не запоминаются — и никуда не движутся». Кайл Уорд в рецензии для Sputnikmusic оценил альбом на 3.5 балла из 5 и написал: «Удивительно видеть, как блэк-метал продолжает развиваться, а группы вроде Deathspell Omega заново изобретают формулу, добавляя свой собственный стиль, мрачный, извращённый и шокирующий, но тем не менее захватывающий дух».

## Список композиций
| №                   | Название                                       | Длительность |
| ------------------- | ---------------------------------------------- | ------------ |
| 1.                  | «First Prayer»                                 | 5:43         |
| 2.                  | «Sola fide I»                                  | 5:14         |
| 3.                  | «Sola fide II»                                 | 7:53         |
| 4.                  | «Second Prayer»                                | 4:41         |
| 5.                  | «Blessed Are the Dead Whiche Dye in the Lorde» | 5:47         |
| 6.                  | «Hétoïmasia»                                   | 7:08         |
| 7.                  | «Third Prayer»                                 | 3:57         |
| 8.                  | «Si monvmentvm reqvires, circvmspice»          | 6:32         |
| 9.                  | «Odivm nostrvm»                                | 4:46         |
| 10.                 | «Jvbilate Deo (O Be Joyfvl in the Lord)»       | 6:07         |
| 11.                 | «Carnal Malefactor»                            | 11:45        |
| 12.                 | «Drink the Devil’s Blood»                      | 4:32         |
| 13.                 | «Malign Paradigm»                              | 3:40         |
| Общая длительность: | Общая длительность:                            | 77:45        |